# 坦桑麂羚
坦桑麂羚（學名：Cephalophus spadix），在斯瓦希里语中是「心」的意思。生活在坦桑尼亚的的森林中。有些专家认为坦桑麂羚是黄背麂羚的亚种。
肩高65厘米，体重55千克。毛色为深棕色。在额头上有一丛红色的毛。角短小，长8到12厘米。
生活于海拔1700到2700的森林和沼泽地带，以水果为主食。坦桑麂羚是夜行动物，白天在灌木丛中休息。坦桑麂羚总沿着同一条路线，以便于找到自己休息的地方。当坦桑麂羚受惊吓时，第一件事就是跑。
目前世界上有2500只坦桑麂羚。濒危因素是人类的大肆捕杀和栖息地的缩小。